# Andrei Gherguț
Andrei Gherguț (n. 17/30 octombrie 1916, Cleja, Bacău, România – d. 29 ianuarie 2000, Poiana Micului, Mănăstirea Humorului, Suceava, România) a fost un preot romano-catolic aflat pentru scurt timp, între 19 martie 1977 și 21 februarie 1978, la conducerea Diecezei de Iași. În anul 1978 a fost pensionat, iar în locul său autoritățile de la Vatican, de comun acord cu cele comuniste, l-au numit pe preotul Petru Gherghel ca administrator al diecezei.

## Viața
Între anii 1942-1949 a fost paroh la Valea Seacă. În anul 1949 a fost arestat de autoritățile comuniste și condamnat la doi ani de închisoare. După eliberare, din anul 1951 până în anul 1960, a fost vicar parohial la Grozești. 